# Vígh Károly (karmester)
Vígh Károly, Lustig (Pest, 1844. december 14. – Budapest, 1928. március 26.) színházi karmester, zenetanár.

## Életútja
Lusztig Lipót kocsmáros és Bleuer Katalin fiaként született. 1849. november 15-én Ürömön, alig ötévesen, apjával együtt katolikus vallásra tért. 1863-ban Molnár Györgynél kezdte színházi működését. 1866-67 telén Győrött, 1876 május havától Székesfehérvárott működött. Itt a Székesfejérvár 1876. május 16-iki száma szerint Lustig családi nevét Vígh-re változtatta. Ugyanezen évtől 1889-ig Miskolcon találjuk. 1890 decemberében nyugdíjazták. Ő volt Blaha Lujza, Hegyesi Mari és Jászai Mari első zenei oktatója. Halálát ütőérkeményedés okozta, 1928. március 28-án helyezték örök nyugalomra a Farkasréti temetőben. Nővére Vigh Róza, férjezett Szilágyi Béláné színésznő volt.